# Małgorzata Kursa
Małgorzata Kursa, Małgorzata J. Kursa (ur. 1959 na Podkarpaciu) – polska pisarka, autorka komedii kryminalnych i powieści obyczajowych.

## Życiorys
Urodziła się w 1959 na Rzeszowszczyźnie. Jako dziecko wraz z rodziną przeniosła się do Kraśnika, gdzie jej ojciec dostał stanowisko dyrektora fabryki, i tam mieszka do dziś. Mężatka, ma córkę. Od 2012 redaktorka portalu Książka zamiast Kwiatka (najpierw jako redaktorka naczelna, później zastępca).

## Twórczość
Zadebiutowała w 2010 komedią kryminalną Babska misja. W tym samym roku wydała powieść obyczajową z elementami paranormalnymi Tajemnica sosnowego dworku. Zdecydowana większość jej książek jest osadzona w Kraśniku, jedynie seria o wiedźmach (redaktorkach portalu literackiego „Tercet") rozgrywa się w Warszawie. Jak mówi sama w wywiadach, pisze, żeby rozbawić czytelnika, a jej książki nie pretendują do miana wielkiej literatury. Ważnym momentem jest dla niej stworzenie tytułu nowej książki. To pozwala jej skonstruować historię.
W swoich książkach stara się rozprawić z małomiasteczkową mentalnością. Chętnie sięga po grę słów, nadaje bohaterom charakterystyczne i niecodzienne imiona i nazwiska (Lukrecja Pędziwiatr, Marietta Gałązka, Teofil Tarninek), używa neologizmów, stosuje humor słowny i sytuacyjny. W jej książkach widoczna jej inspiracja stylem Joanny Chmielewskiej. Materiał do książek czerpie ze swojego otoczenia, zaobserwowanych sytuacji i usłyszanych wypowiedzi.

## Publikacje
- Babska misja (Grasshopper, 2010, ISBN 978-83-61725-22-0
- Tajemnica sosnowego dworku (Prozami, 2010, ISBN 978-83-928657-7-3
- Teściową oddam od zaraz (Prozami, 2011, ISBN 978-83-932841-1-5
- Najlepsze jest najbliżej (Prozami, 2011, ISBN 978-83-932841-2-2
- Ekologiczna zemsta (Prozami, 2012, ISBN 978-83-932841-7-7)
- Niespodziewany trup (Prozami, 2013, ISBN 978-83-63742-03-4
- Miłość i aspiryna (Lucky, 2016, ISBN 978-83-65351-19-7
- Nieboszczyk wędrowny (Nasza Księgarnia, 2016, ISBN 978-83-10-12948-2
- Jasna sprawa (Lucky, 2017, ISBN 978-83-65351-34-0
- Jeszcze więcej nieboszczyków czyli śledztwo z pazurem (Nasza Księgarnia, 2018, ISBN 978-83-10-13193-5
- Wiedźmy na gigancie (Lucky, 2018, ISBN 978-83-65351-71-5
- Diablęta i anioły (Lucky, 2019, ISBN 978-83-65351-88-3
- Wiedźmy na wakacjach (Lucky, 2019, ISBN 978-83-65351-97-5
- Szczęśliwa nieboszczka (Lira, 2019, ISBN 978-83-66229-72-3
- Wszystko przez krasnala (Lira, 2020, ISBN 978-83-66503-43-4
- Wiedźmy w opałach (Lucky, 2020, ISBN 978-83-66332-25-6
- Kapuś w kapuście (Lucky, 2021, ISBN 978-83-66332-47-8
- Wredny kurdupel (Lira, 2021, ISBN 978-83-66966-73-4
- Wiedźmy na tropie (Lucky, 2022, ISBN 978-83-66332-92-8
- Kto mnie zabił? W poczekalni Pana B. (Lira, 2022, ISBN 978-83-67388-26-9
- Wiedźmy i wizyta starszej pani (Lucky, 2024, ISBN 978-83-67787-51-2